# Tanami Road

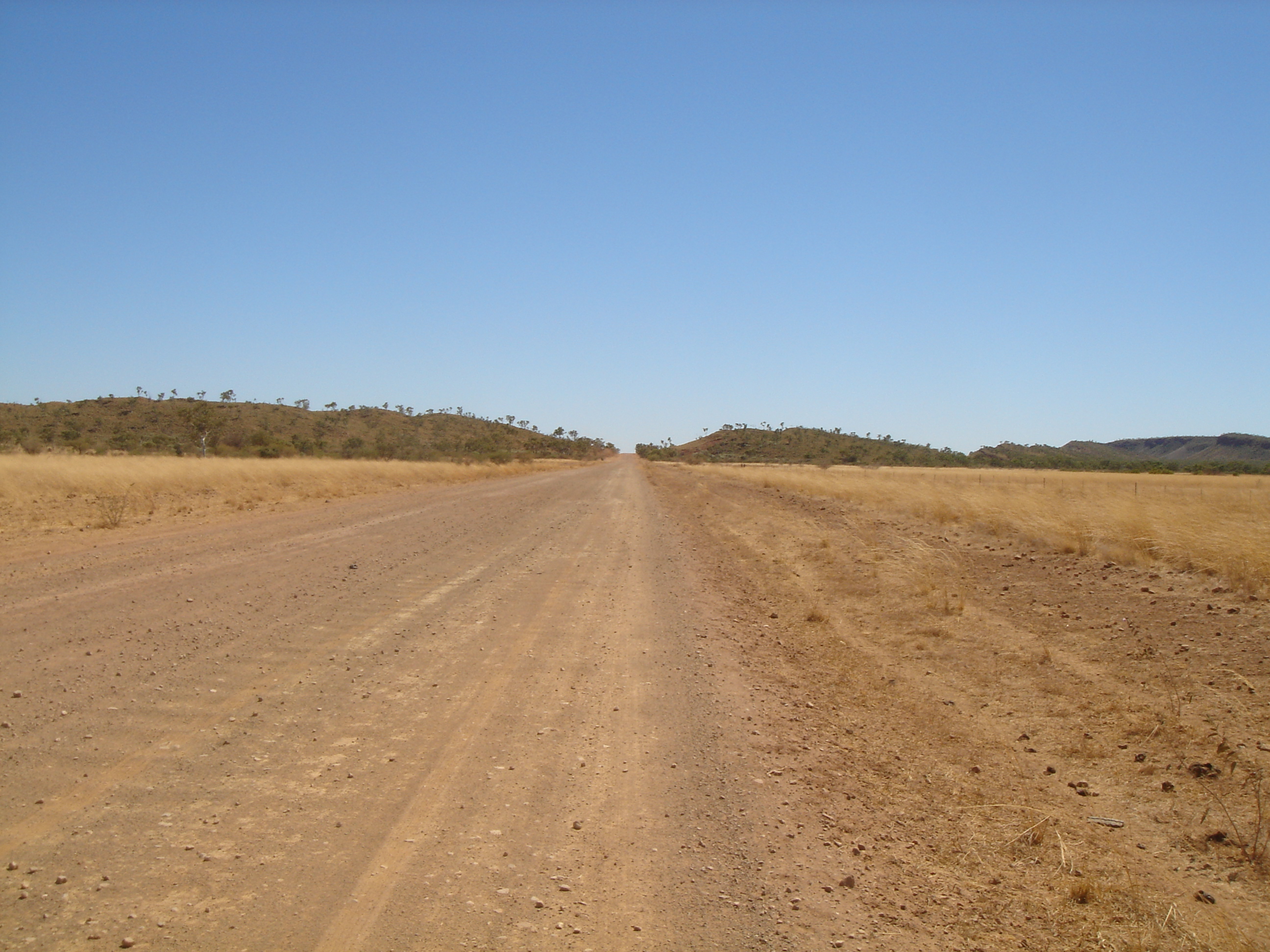
A Tanami Road

A Tanami Road, más néven Tanami Track vagy McGuire Track 1053 kilométer hosszú, túlnyomó részben burkolatlan földút Ausztráliában, teljes egészében az Outback területén. Az út az ország középső részéből az északnyugati Kimberley régióba visz, kiindulópontja Alice Springs várostól mintegy 20 kilométerre északra van, a Stuart Highway országútból ágazik el nyugat felé. A Tanami-sivatag mellett, minimális lakosságú területen halad keresztül. Végállomása a nyugat-ausztráliai Great Northern Highway országút, mintegy 20 kilométerre nyugatra Halls Creek várostól.
Az út az első mintegy hetven kilométert leszámítva burkolatlan földút. Száraz évszakban normál autóval is járható, a nyári esős évszakban viszont gyakori, hogy áradások miatt hetekre részben, vagy teljesen le van zárva. Noha jelentősebb lakott település a környéken nincs, két  fontos bánya található az út mentén. A nehéz, több pótkocsiból álló ausztrál országúti kamionok (road train) miatt a forgalom jelentős.
Többször felmerült az út teljes hosszában való burkolása, de anyagi okokból sohasem valósult meg. Az összesen 1053 kilométer hosszú út mentén mindössze négy helyen van kisebb megállóhely és tankolási lehetőség (road house), ezért az elegendő üzemanyag, élelem és ivóvíz alapvető fontosságú, akárcsak a megbízható és jól felszerelt jármű. Több helyen is található az út mentén kút és víznyerőhely, de ezek vize semmiképpen nem alkalmas ivásra.

## Érdekességek az út mentén
Az út elhagyatottsága ellenére fontos turistaút is, elsősorban terepjáróval rendelkező, a komfortot kevéssé igénylő utazók részére. Az első megállóhely a többnyire kiszáradt Napperby Creek patak mentén a Tillmouth Well roadhouse. Az út elhalad a yuendumu őslakos (aboriginal) közösség mellett. Közvetlenül az út mentén fekszik a nagyipari módszerekkel dolgozó The Granites aranybánya.
Az útról dél felé ágazik el Balgo Hills település felé egy földút. Az innen elérhető Lake Gregory tó Ausztrália egyik legfontosabb vízimadár élőhelye, 73 faj él a tó mentén. A Sturt Creek patak gázlója után következik az 1700 kilométer hosszú Canning Stock Route földút, amin pár kilométer Billiluna őslakos település. Onnan mintegy 20 kilométer a Lake Stretch vízzel teli holtág (billabong).
A Tanami Roadon tovább haladva mintegy 45 kilométerre ágazik el a Wolfe Creek-kráter felé egy földút. A világ második legnagyobb, szemmel is felismerhető meteoritkrátere innen kb. 30 kilométer. Tovább haladva innen mintegy 120 kilométer után csatlakozik az út a Great Northern Highway országútba, ahonnan 20 kilométer Halls Creek.

## Utazás a Tanami Roadon
A Tanami Road a veszélyes utak közé tartozik. Itt halt meg egy egyébként könnyen elkerülhető balesetben Eugene Merle Shoemaker, a neves csillagász. Az utazásra ugyanazok a szabályok vonatkoznak, mint az Outback többi távoli útjára. Csak jó állapotú, jól felszerelt járművel tanácsos nekivágni. Noha száraz időszakban normál autóval is járható, a 4WD terepjárókat ajánlják. Elegendő élelem, víz és üzemanyag szükséges. Nyáron gyakori a 40 fok fölötti meleg, valamint váratlan áradások történhetnek, ilyenkor teljes útzárat is hirdethetnek akár hetekre. Az útzárat megszegők komoly veszélynek és magas pénzbírságnak teszik ki magukat. Az úton jelentős a kamionforgalom, az óriási kamionok elől ki kell térni, az általuk felvert por leülepedéséig célszerű leállni. Baleset, meghibásodás esetén az autó közelében kell maradni. Éjszaka a földutakon a közlekedés nem ajánlott. Kiszállás és gyaloglás esetén a legfőbb szabályok: víz, napszemüveg, napsapka, valamint „figyeld, hogy hová lépsz”. Ismeretlen forrásból inni nem szabad, a békésnek tűnő állatokat is célszerűbb kerülni. A személyi és műszaki mentés hatalmas költségei miatt a biztosítás elengedhetetlen.